# Cérivastatine
En pharmacologie, la cérivastatine (Baycol, Lipobay, Cholstat, Staltor) était un médicament synthétique de la classe des statines, qui était utilisé pour diminuer la cholestérolémie et prévenir les maladies cardiovasculaires. Il a été retiré du marché en 2001 à cause du taux élevé d'effets secondaires graves.
La cérivastatine a été commercialisée par la société pharmaceutique Bayer A.G. à la fin des années 1990 en tant que nouvelle statine synthétique, pour concurrencer l'atorvastatine de Pfizer, qui connaissait un grand succès.
Au cours de la surveillance post-commercialisation, 52 décès ont été signalés chez des patients sous cérivastatine, principalement à cause de la rhabdomyolyse et de l'insuffisance rénale qui en résulte. Les risques étaient plus élevés chez les patients utilisant des fibrates (principalement le gemfibrozil) ou une dose élevée de cérivastatine (0,8 mg/jour). 385 autres cas non mortels de rhabdomyolyse ont été signalés. Le risque de cette complication (rare) était donc 5 à 10 fois supérieur à celui des autres statines.
En 2001, Bayer a annoncé le retrait volontaire du médicament du marché.